# Plume (esogeologia)
Plume (plurale: plumes) è un termine inglese che nel campo dell'esogeologia è utilizzato per designare formazioni geologiche extraterrestri caratterizzate da emissioni di colonne di vapori per effetto del criovulcanismo. Le uniche strutture di questo tipo sono state individuate su Tritone, il principale satellite naturale di Nettuno.
Assieme ad eruptive center ("centro eruttivo") è l'unico termine per la designazione di caratteristiche esogeologiche adottato dall'IAU che non sia in latino.

## Lista di plumes

### Tritone
| Nome     | Eponimo                              | Latitudine | Longitudine | Data d'approvazione |
| -------- | ------------------------------------ | ---------- | ----------- | ------------------- |
| Hili     | Hili - Lo spirito dell'acqua Zulu    | 57° S      | 35° E       | 1991                |
| Mahilani | Mahilani - Lo spirito del mare Tonga | 50,5° S    | 359,5° E    | 1991                |